# Neurogenese
Als Neurogenese wird die Bildung von Nervenzellen aus bestimmten Stamm- oder Vorläuferzellen bezeichnet. Unterschieden wird nach der Entwicklungsphase neben der Neurogenese während der Embryonalentwicklung und der Fetalperiode zwischen der frühen nachgeburtlichen und der adulten Neurogenese.

## Neurogenese während der Embryonalentwicklung
Während der Embryogenese wird die Hirnrinde schichtweise vom Ventrikelsystem her aufgebaut. Dabei entstehen zuerst Nervenzellen, die entlang der Fortsätze sogenannter radialer Gliazellen in Richtung Hirnoberfläche wandern und so die Hirnrinde aufbauen.

## Adulte Neurogenese
Bis in die 1990er Jahre hinein galt Neurogenese im menschlichen, erwachsenen zentralen Nervensystem (ZNS) als ausgeschlossen, selbst wenn bekannt war, dass unter anderem bei einigen Singvögeln auch nach der Geschlechtsreife weiterhin Nervenzellen gebildet werden können. Die Neurogenese bei Singvögeln spielt beispielsweise eine wesentliche Rolle beim Erlernen und Verfeinern der Paarungslieder. Neuere Untersuchungen zur Neurogenese allerdings weisen nach, dass es bei Menschen, wie auch bei anderen Säugetieren, zu einer Vermehrung neuronaler Stammzellen und zur Bildung neuer Nervenzellen selbst in hohem Alter kommen kann. Bei vielen Säugern (unter anderem bei Ratten und Mäusen) wurde gezeigt, dass diese Neubildung sowohl von geistiger als auch von körperlicher Aktivität abhängig ist. Es wird vermutet, dass auch die adulte Neurogenese beim Menschen auf ähnliche Weise reguliert wird. Durch ihre bemerkenswerte Anpassungsfähigkeit und Plastizität verändern die jungen Zellen die Informationsverarbeitung in bestimmten Regionen des Gehirns wie zum Beispiel dem Hippocampus.

### Adulte Neurogenese im Hippocampus
Adulte Neurogenese findet im Hippocampus im Bereich des Gyrus dentatus statt, genauer gesagt in der subgranulären Zone, welche zwischen Hilus und Körnerzellschicht liegt. Dort befinden sich die Zellkörper neuronaler Stammzellen, deren apikale Dendriten bis in die Molekularzellschicht reichen.
Neuronale Stammzellen weisen eine hohe Dichte an spannungsunabhängigen K+-Kanälen und keine spannungsabhängigen Na+-Kanäle auf, sind daher elektrisch nicht erregbar. Morphologisch gesehen gleichen sie radialen Astrogliazellen (Markerproteine: GFAP, Nestin). Die neuronalen Stammzellen besitzen die Fähigkeit, durch asymmetrische mitotische Teilung neue Zellen zu generieren (Proliferationsfähigkeit). Diese neu entstandenen Zellen werden neuronale Vorläuferzellen (Progenitorzellen) genannt.
Die neuronalen Progenitorzellen, die ebenfalls eine zeitlich begrenzte Proliferationsfähigkeit besitzen (in diesem Zeitfenster weniger Tage besitzen sie eine deutlich höhere Teilungsrate als neuronale Stammzellen), unterscheiden sich morphologisch von neuronalen Stammzellen u. a. durch den Verlust des Markerproteins GFAP.
Die Regulation der Teilungsrate verläuft auf verschiedenen Ebenen. Zum einen haben „Stressfaktoren“, wie Cortisol einen hemmenden Effekt auf die Teilungsrate, zum anderen konnte eine Erhöhung der Teilungsrate u. a. durch Wachstumsfaktoren wie IGF-1 und VEGF nachgewiesen werden, was auf einem Zusammenhang zwischen Neurogeneserate und körperlicher Aktivität beruht.
Bei den neuronalen Progenitorzellen kommt es zu einer frühzeitigen Expression von NKCC1-Transportern (Na+-K+-2Cl−-Kotransporter), wodurch eine hohe intrazelluläre Cl−-Konzentration generiert wird. Dies führt dazu, dass die zunächst fast ausschließlich GABAergen synaptischen Eingänge eine exzitatorische postsynaptische Wirkung zeigen, da früh vorhandene GABAA–Rezeptoren – welche ansonsten gemeinhin ein inhibitorisches postsynaptisches Potential (IPSP) erzeugen – aufgrund der hohen intrazellulären Cl−-Konzentration einen Cl−-Ausstrom aus der Zelle initiieren, der zu einer Depolarisation der Membran führt.
Infolge der Depolarisation kommt es zur vorübergehenden Öffnung spannungsabhängiger Calciumkanäle und damit zu einem Ca2+-Einstrom in die Zelle. Die erhöhte Ca2+-Konzentration wiederum kann als intrazelluläres Signal Wachstumsvorgänge einleiten, die Bildung früher neuronaler Proteine wie spannungsabhängiger Na+-Kanäle veranlassen bzw. synaptische Plastizität induzieren. Die meisten der neugebildeten Zellen im Gyrus dentatus entwickeln sich so zu Neuronen (neuronale Determination).
Die Induktion synaptischer Plastizität und eine frühe Integration ins ZNS sind essentiell für das Überleben junger Neurone. Nur Zellen, die frühzeitig in das neuronale Netzwerk des Hippokampus integriert und involviert werden, sterben nicht ab, sondern bilden in etwa vier Wochen den für Körnerzellen typischen Dendritenbaum mit zahlreichen Dornen aus (Reifungsphase).
Etwa zwei Wochen nach der mitotischen Teilung der neuronalen Stammzelle sind neugebildete Axone bereits in der CA3-Region des Hippocampus vorzufinden. NKCC1-Transporter werden um diese Zeit durch KCC2-Transporter (K+-Cl−-Kotransporter) ersetzt, was ein Absinken der intrazellulären Cl−-Konzentration zur Folge hat, so dass GABA in der zweiten Hälfte der Reifungsphase inhibitorisch wirkt.
Zu dieser Zeit erfahren die jungen Neurone erste glutamaterge synaptische Eingänge, was die Grundlage synaptischer Plastizität (LTP und LTD) durch NMDA- und AMPA-Rezeptoren bildet.
Etwa vier Wochen nach der mitotischen Teilung der neuronalen Stammzelle sind keine morphologischen und elektrophysiologischen Unterschiede zu benachbarten Neuronen mehr festzustellen.

## Regionen der Neurogenese
An Primaten wie dem Rhesusaffen (Macaca mulatta) wurde gezeigt, dass sich neue Nervenzellen bei ihnen in der subventrikulären Zone bilden. Danach wandern diese jungen Neurone entlang fester Pfade in den Cortex, wo sie reifen, Axone und Synapsen bilden und sich in das neuronale Netzwerk des Gehirns einfügen.
Erst später fiel auf, dass auch im menschlichen Gehirn Neurogenese in geringem Umfang noch nach der Pubertät stattfindet. Dies gilt nicht nur für die primären Sinneszellen des Riechepithels, die Riechzellen, die zugleich Neuronen sind und sich ausgehend von neurogenen Basalzellen erneuern. Auch in der menschlichen subventrikulären Zone des Erwachsenen gibt es noch neurale Stammzellen, die in der Lage sind, neue Nervenzellen zu produzieren. Darüber hinaus findet eine adulte Neurogenese vor allem in bestimmten Regionen des Hippocampus statt. Beteiligt an diesen Prozessen sind Mediatormoleküle, die als Neurotrophine oder Nervenwachstumsfaktoren bezeichnet werden.
siehe auch: Semaphorine

## Funktion der Neurogenese
Allgemein ist über die Funktion neugebildeter Nervenzellen noch wenig bekannt. Im Hippocampus scheinen neugebildete Körnerzellen eine Funktion in der Bildung oder Konsolidierung des Langzeitgedächtnisses zu haben. Im Wesentlichen beruhen die bisherigen Aussagen auf Tiermodellen der Neuroforschung (wie bei der Maus).
Beim Menschen scheinen Prozesse der Neurogenese v. a. durch chronischen Stress und die dafür zentrale Hypothalamus-Hypophysen-Nebennieren-Achse (HHNA) moderiert zu werden. Dies erfolgt im Rahmen der Allostase-Reaktion, der eine wesentliche Rolle für die Anpassung an sich ändernde Umwelt- und Lebensbedingungen zugeschrieben wird.

## Therapeutische Anwendung
Auf die Neurogenese werden große Hoffnungen für die Heilung von Krankheiten und Verletzungen des Zentralnervensystems gesetzt.